# Donald Duck: Goin' Quackers
Donald Duck: Goin' Quackers (conegut com a Donald Duck: Quack Attack a Europa) és un videojoc de plataformes desenvolupat i publicat per Ubi Soft per a diverses consoles i ordinadors personals amb Windows. Es va llançar un joc diferent amb el mateix títol de Game Boy Color, així com Game Boy Advance, a aquest últim se li atorga el títol Donald Duck Advance.
La recepció del joc va ser mixta, amb crítiques que van lloar la música, els fons i les animacions, però criticant la durada curta i el fet que es tracta principalment d'un públic més jove.